# Мировой Гран-при по волейболу 2004
12-й розыгрыш Гран-при — международного турнира по волейболу среди женских национальных сборных — прошёл с 9 июля по 1 августа 2004 года в 10 городах 9 стран с участием 12 команд. Финальный этап был проведён в Реджо-ди-Калабрия (Италия). Победителем турнира в четвёртый раз в своей истории стала сборная Бразилии.

## Команды-участницы
Италия — по приглашению ФИВБ;
Россия, Польша, Германия — по итогам европейской квалификации;
Китай, Япония, Южная Корея, Таиланд — по результатам мирового рейтинга среди команд AVC;
США, Доминиканская Республика, Куба — по итогам розыгрыша Панамериканского Кубка 2003 года (три лучшие команды от NORCECA);
Бразилия — по итогам розыгрыша Панамериканского Кубка 2003 года (лучшая команда от CSV).

## Система проведения розыгрыша
На предварительном этапе команды выступали по туровой системе. В каждом туре (всего их было три) команды делились на четвёрки и проводили в них однокруговые турниры. Все результаты шли в общий зачёт. В играх финального этапа, состоявшего из группового раунда и плей-офф, участвовали хозяин финала Италия и пять лучших команд по итогам предварительного этапа.

## Предварительный этап
9—24 июля

### Турнирная таблица
| М  | Команда                  | И | В | П | С/П   | О  |
| -- | ------------------------ | - | - | - | ----- | -- |
| 1  | Бразилия                 | 9 | 9 | 0 | 27:3  | 18 |
| 2  | Куба                     | 9 | 8 | 1 | 24:10 | 17 |
| 3  | Китай                    | 9 | 7 | 2 | 23:10 | 16 |
| 4  | США                      | 9 | 6 | 3 | 24:14 | 15 |
| 5  | Италия                   | 9 | 6 | 3 | 21:15 | 15 |
| 6  | Германия                 | 9 | 5 | 4 | 17:18 | 14 |
| 7  | Россия                   | 9 | 4 | 5 | 20:17 | 13 |
| 8  | Польша                   | 9 | 4 | 5 | 14:18 | 13 |
| 9  | Япония                   | 9 | 2 | 7 | 13:23 | 11 |
| 10 | Таиланд                  | 9 | 1 | 8 | 8:26  | 10 |
| 11 | Южная Корея              | 9 | 1 | 8 | 7:24  | 10 |
| 12 | Доминиканская Республика | 9 | 1 | 8 | 5:25  | 10 |

### 1-й тур
9—11 июля

#### Группа А
Бангкок
9.07: Куба — Таиланд 3:0 (25:17, 25:19, 25:22); США — Южная Корея 3:0 (28:26, 25:13, 25:22).
10.07: Таиланд — Южная Корея 3:2 (30:28, 19:25, 19:25, 25:21, 15:9); Куба — США 3:2 (23:25, 25:17, 22:25, 25:22, 15:13).
11.07: США — Таиланд 3:0 (25:20, 25:18, 25:12); Куба — Южная Корея 3:0 (25:18, 25:16, 25:17).

#### Группа В
Мяоли
9.07: Бразилия — Доминиканская Республика 3:0 (25:20, 25:23, 25:16); Китай — Германия 3:0 (25:19, 25:22, 25:15).
10.07: Бразилия — Германия 3:1 (17:25, 25:13, 25:9, 25:18); Китай — Доминиканская Республика 3:0 (25:20, 26:24, 25:18).
11.07: Германия — Доминиканская Республика 3:0 (25:21, 25:18, 25:20); Бразилия — Китай 3:1 (27:25, 23:25, 25:18, 25:18).

#### Группа С
Кавасаки
9.07: Россия — Польша 3:0 (25:12, 25:22, 25:17); Италия — Япония 3:1 (18:25, 25:20, 25:20, 25:19).
10.07: Италия — Россия 3:2 (25:20, 25:17, 22:25, 16:25, 15:10); Польша — Япония 3:2 (22:25, 25:16, 25:14, 28:30, 15:11).
11.07: Италия — Польша 3:0 (25:15, 25:21, 25:22); Россия — Япония 3:1 (25:22, 21:25, 25:20, 25:23).

### 2-й тур
16—18 июля

#### Группа D
Манила
16.07: Бразилия — Доминиканская Республика 3:0 (25:16, 25:17, 25:19); Польша — Южная Корея 3:0 (25:21, 25:22, 25:21).
17.07: Южная Корея — Доминиканская Республика 3:0 (25:19, 25:17, 25:14); Бразилия — Польша 3:0 (25:14, 25:22, 25:20).
18.07: Доминиканская Республика — Польша 3:1 (25:13, 28:26, 18:25, 25:20); Бразилия — Южная Корея 3:0 (25:22, 25:15, 25:19).

#### Группа E
Гонконг
16.07: США — Италия 3:2 (25:20, 17:25, 18:25, 25:22, 17:15); Китай — Таиланд 3:0 (25:19, 25:20, 25:9).
17.07: Италия — Таиланд 3:1 (25:17, 27:25, 19:25, 25:22); Китай — США 3:2 (20:25, 28:26, 16:25, 25:20, 15:9).
18.07: США — Таиланд 3:0 (25:19, 25:14, 25:20); Китай — Италия 3:1 (17:25, 25:21, 25:23, 26:24).

#### Группа F
Джакарта
16.07: Япония — Россия 3:1 (12:25, 25:20, 25:19, 27:25); Куба — Германия 3:1 (25:19, 25:16, 18:25, 25:20).
17.07: Германия — Япония 3:1 (24:26, 25:17, 25:19, 25:19); Куба — Россия 3:2 (22:25, 25:20, 21:25, 25:21, 15:10).
18.07: Куба — Япония 3:1 (24:26, 25:15, 25:13, 25:22); Россия — Германия 3:0 (25:22, 29:27, 25:18).

### 3-й тур
22—24 июля

#### Группа G
Росток
22.07: США — Россия 3:1 (25:13, 21:25, 25:21, 25:15); Германия — Таиланд 3:1 (25:14, 25:20, 23:25, 25:22).
23.07: США — Таиланд 3:2 (25:17, 25:20, 22:25, 22:25, 15:5); Германия — Россия 3:2 (25:18, 16:25, 27:29, 28:26, 15:12).
24.07: Россия — Таиланд 3:1 (22:25, 25:17, 27:25, 25:17); Германия — США 3:2 (25:23, 21:25, 16:25, 25:17, 15:12).

#### Группа H
Хэфэй
22.07: Польша — Италия 3:0 (25:22, 25:23, 25:18); Китай — Доминиканская Республика 3:0 (25:11, 25:21, 25:22).
23.07: Италия — Доминиканская Республика 3:0 (25:20, 23:25, 29:27, 25:19); Китай — Польша 3:1 (25:19, 25:18, 23:25, 25:15).
24.07: Польша — Доминиканская Республика 3:1 (21:25, 25:20, 25:22, 25:22); Италия — Китай 3:1 (16:25, 25:19, 25:21, 25:20).

#### Группа I
Чеджу
22.07: Куба — Южная Корея 3:1 (21:25, 25:23, 25:14, 25:22); Бразилия — Япония 3:1 (25:13, 25:17, 22:25, 25:19).
23.07: Бразилия — Южная Корея 3:0 (25:18, 25:20, 25:17); Куба — Япония 3:0 (25:21, 25:14, 25:22).
24.07: Бразилия — Куба 3:0 (25:20, 26:24, 25:22); Япония — Южная Корея 3:1 (29:27, 25:19, 21:25, 25:22).

## Финальный этап
28 июля — 1 августа.  Реджо-ди-Калабрия.

### Групповой раунд

#### Группа А
| М | Команда | 1   | 2   | 3   | И | В | П | С/П | О |
| - | ------- | --- | --- | --- | - | - | - | --- | - |
| 1 | США     |     | 1:3 | 3:0 | 2 | 1 | 1 | 4:3 | 3 |
| 2 | Италия  | 3:1 |     | 1:3 | 2 | 1 | 1 | 4:4 | 3 |
| 3 | Китай   | 0:3 | 3:1 |     | 2 | 1 | 1 | 3:4 | 3 |

28.07: Китай — Италия 3:1 (25:20, 25:23, 24:26, 25:20).
29.07: США — Китай 3:0 (25:23, 25:18, 25:20).
30.07: Италия — США 3:1 (25:22, 25:23, 22:25, 25:19).

#### Группа В
| М | Команда  | 1   | 2   | 3   | И | В | П | С/П | О |
| - | -------- | --- | --- | --- | - | - | - | --- | - |
| 1 | Куба     |     | 3:2 | 3:0 | 2 | 2 | 0 | 6:2 | 4 |
| 2 | Бразилия | 2:3 |     | 3:1 | 2 | 1 | 1 | 5:4 | 3 |
| 3 | Германия | 1:3 | 1:3 |     | 2 | 0 | 2 | 2:6 | 2 |

28.07: Куба — Бразилия 3:2 (20:25, 26:24, 21:25, 25:19, 15:12).
29.07: Куба — Германия 3:0 (25:20, 25:21, 25:21).
30.07: Бразилия — Германия 3:1 (25:15, 20:25, 25:16, 25:9).

### Матч за 5-е место
31 июля
Китай — Германия 3:2 (25:15, 23:25, 30:32, 25:14, 16:14).

### Плей-офф

#### Полуфинал
31 июля
Бразилия — США 3:2 (25:18, 19:25, 25:23, 21:25, 19:17).
Италия — Куба 3:1 (25:21, 26:28, 25:22, 27:25).

#### Матч за 3-е место
1 августа
США — Куба 3:0 (25:20, 25:22, 25:16).

#### Финал
1 августа
Бразилия — Италия 3:1 (25:19, 25:19, 24:26, 25:19).

## Итоги

### Положение команд
| Бразилия                     |
| Италия                       |
| США                          |
| 4. Куба                      |
| 5. Китай                     |
| 6. Германия                  |
| 7. Россия                    |
| 8. Польша                    |
| 9. Япония                    |
| 10. Таиланд                  |
| 11. Южная Корея              |
| 12. Доминиканская Республика |

### Призёры
Бразилия: Валевска Оливейра, Элизанжела Оливейра, Эрика Коимбра, Марианне Штейнбрехер (Мари), Элиа Рожерио ди Соуза (Фофан), Валеска Менезис (Валескинья), Велисса Гонзага (Сасса), Кристин Вирна Диас, Ана Чагас, Фернанда Вентурини, Арлен Шавьер, Фабиана Клаудино (в матчах предварительного этапа также играли Лейла Баррос и Каролин Гаттас). Главный тренер — Жозе Роберто Гимарайнс (Зе Роберто).
  Италия: Симона Риньери, Элиза Тогут, Мануэла Леджери, Сара Андзанелло, Дженни Барацца, Надя Чентони, Дарина Мифкова, Франческа Пиччинини, Элеонора Ло Бьянко, Антонелла Дель Коре, Франческа Ферретти, Паола Кардулло (в матчах предварительного этапа также играли Симона Джоли и Паола Паджи). Главный тренер — Марко Бонитта.
  США: Прикеба Фиппс, Даниэль Скотт, Тайиба Хэниф, Линдси Берг, Стэйси Сикора, Элизабет Бэчмэн, Хизер Боун, Огонна Ннамани, Робин А Моу-Сантос, Нэнси Метколф, Тара Кросс-Бэттл, Логан Том. Главный тренер — Тосиаки Ёсида.

### Индивидуальные призы
MVP:  Логан Том
Лучшая нападающая:  Юмилка Руис
Лучшая блокирующая:  Мануэла Леджери
Лучшая на подаче:  Логан Том
Лучшая связующая:  Фернанда Вентурини
Лучшая либеро:  Чжан На
Самая результативная:  Логан Том

## Сборная России
Татьяна Горшкова, Анастасия Беликова, Ольга Фадеева, Анна Бескова, Наталья Сафронова, Наталья Вдовина, Ольга Чуканова, Екатерина Гамова, Александра Коруковец, Ольга Сажина, Светлана Акулова, Елена Сенникова. Главный тренер — Николай Карполь.
Сборная России выступала без целого ряда ведущих игроков основного состава — Артамоновой, Тищенко, Тюриной, Шешениной, Тебенихиной, Плотниковой, находившихся на предолимпийском сборе в России. Екатерина Гамова приняла участие только в первом туре предварительного этапа. После второго тура в Россию отбыл и главный тренер Карполь и в заключительном уик-энде командой руководил Михаил Омельченко. В связи с этим руководство ФИВБ отстранило сборную России от участия в Гран-при 2005 года.